# باتريشيا مارتين
باتريشيا مارتين (بالإسبانية: Patricia Martín)‏ هي أمينة متحف مكسيكية، ولدت في 1969 في مدينة مكسيكو في المكسيك.